# Драгалина
 Тази статия е за селото в Румъния.  За общината вижте Драгалина (община).  
Драгалина (на румънски: Dragalina) е село в югоизточна Румъния, административен център на община Драгалина в окръг Кълъраш. Населението му е около 6 500 души (2002).
Разположено е на 41 метра надморска височина в Долнодунавската равнина, на 41 километра северно от град Кълъраш и на 41 километра югозападно от левия бряг на река Дунав. Селището носи името на генерал Йон Драгалина. Мнозинството от жителите му са румънци, 12% са цигани.